# لبارة

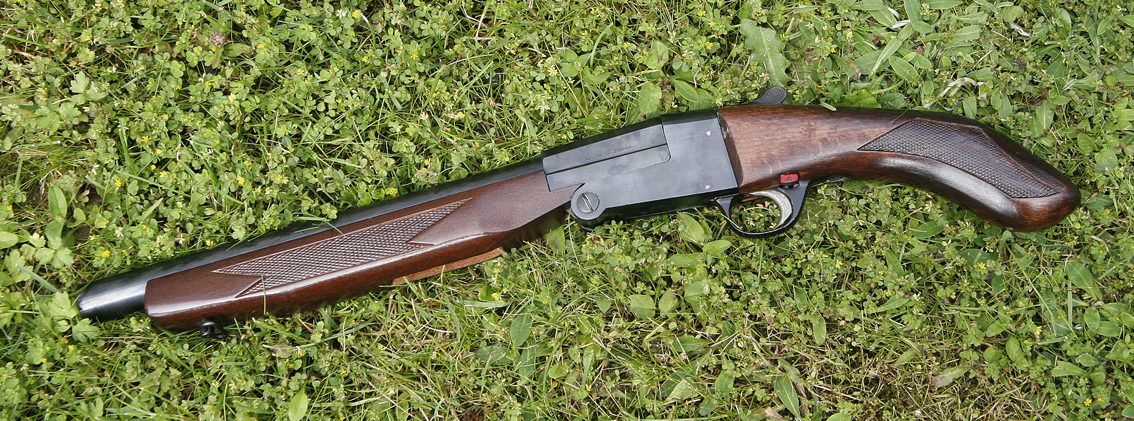
لُبَّارَة محلية الصنع

لُبَّارَة (النطق الإيطالي: ‎[luˈpaːra]‏</link> ) هي كلمة إيطالية تستخدم للإشارة إلى بندقية شوزن من نوع الملء المغلاقي. وتُشتَهر المافيا الإيطالية المهيمنة في صقلية باستخدامها في الثأر والدفاع - مثل استخدامها ضد جيش بينيتو موسوليني عندما قرر تفكيك شبكة المافيا الصقلية - والصيد.
إن سبطانات اللُّبَّارَة القصيرة تيسّر التعامل معها في المناطق المشجرة، وتيسّر إخفاءها ونقلها بين البيوت في المناطق الحضرية. ويساهم غياب التضويقة (الشُّوكة أو التشوكة) والسبطانة القصيرة في انتشار الطلقة على نطاق أوسع من انتشار طلقة البندقية كاملة السبطانة ذات التضويقة.

## المصطلح
كلمة لُوبارا lupara تعني حرفيًا "للذئب"، ويدلّ على استخدام اللُّبَّارَة الأساسي في صيد الذئاب. عُرفت الكلمة أوسع من خلال رواية ماريو بوزو الأكثر مبيعًا "العراب" والتي تُستَخدَم فيها اللُّبَّارَة بكثرة من المافيا في صقلية، بما في ذلك الحراس الشخصيين لمايكل كورليوني في صقلية، كالو وفابريزيو.
ومن كلمة لُبَّارَة يأتي التعبير الإيطالي لوبارا بيانكا (اللُّبَّارَة البيضاء)، وهو مصطلح يستخدمه الصحفيون خاصَّةً للإشارة إلى القتل بطريقة المافيا إذ تُسحَق جثة الضحية أو تُخفَى عمدًا.